# Aéroport de Malabo
L'aéroport de Malabo, aussi appelé aéroport de Santa Isabel, est un aéroport desservant Malabo, la capitale de la Guinée équatoriale. Situé à neuf kilomètres à l'ouest de la ville, il sert de hub à la compagnie nationale CEIBA Intercontinental.

## Situation
| Annobón Bata Corisco Malabo Obiang Nguema |

## Compagnies et destinations
| Compagnies               | Destinations                                       |
| ------------------------ | -------------------------------------------------- |
| Air France               | Douala, Paris-Charles de Gaulle                    |
| CEIBA Intercontinental   | Bata, Cotonou, Lomé-G. Eyadéma, Mengomeyén         |
| Cronos Airlines          | Bata, Cotonou, Douala, Port Harcourt-International |
| Ethiopian Airlines       | Addis-Abeba Bole, Douala                           |
| Lufthansa                | Francfort, Lagos-Murtala Muhammed                  |
| Plus Ultra Lineas Aéreas | Madrid-Barajas                                     |
| Royal Air Maroc          | Casablanca-Mohammed-V, Libreville-Léon Mba         |
| Turkish Airlines         | Istanbul, Port Harcourt-International              |

Édité  le 22/01/2018  Actualisé le 22/10/2023

## Statistiques
Pour des raisons techniques, il est temporairement impossible d'afficher le graphique qui aurait dû être présenté ici.

Voir la requête brute et les sources sur Wikidata.